# Étang Béka
L'étang Béka (en hongrois : Béka-tó), est une petite étendue d'eau située à Budapest, sur les pentes du János-hegy. Sa présence dans un massif calcaire est le fait d'un lit argileux qui empêche l'eau de s'infiltrer dans le sol. Son nom - béka signifie grenouille en hongrois - est lié à la présence de cet amphibien. On trouve également dans la faune de l'étang des tritons Lissotriton vulgaris, des escargots d'eau douce et de nombreux insectes. 
Durant les années 1950, de nombreux étangs similaires à l'étang Béka ont été recensés dans les Collines de Buda - l'étang Istenszeme, l'étang du Disznófő-forrás. Des aménagements de drainage et des opérations de dérivation des sources vers le réseau de canalisation urbain ont asséché ces étendues d'eau et causé des dommages irréversibles à la faune et à la flore du massif. 